# Christchurch-Lyttelton Motorway
De Christchurch-Lyttelton Motorway of Tunnel Road is een autosnelweg in het zuiden van Nieuw-Zeeland, die onderdeel is van de SH74. De weg loopt van de stad Christchurch naar de havenstad Lyttelton. De weg is 6 kilometer lang en loopt door de regio Canterbury.